# Clarence Williams (muzyk)
Clarence Williams (ur. 8 października 1898 w Plaquemine w stanie Luizjana, zm. 6 listopada 1965 w Nowym Jorku) – amerykański muzyk jazzowy, pianista, kompozytor, wokalista, producent i wydawca muzyczny.